# Френд (Німеччина)
Френд (нім. Fröhnd) — громада в Німеччині, знаходиться в землі Баден-Вюртемберг. Підпорядковується адміністративному округу Фрайбург. Входить до складу району Леррах.
Площа — 16,19 км2. Населення становить 474 ос. (станом на 31 грудня 2020).